# Erythroxylum novogranatense
Erythroxylum novogranatense là một loài thực vật có hoa trong họ Erythroxylaceae. Loài này được (D.Morris) Hieron. mô tả khoa học đầu tiên năm 1895.

## Hình ảnh

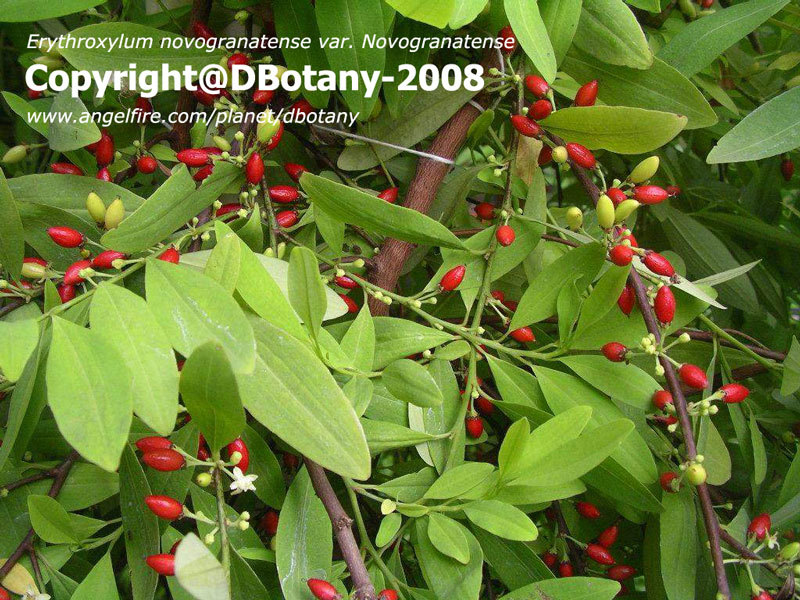
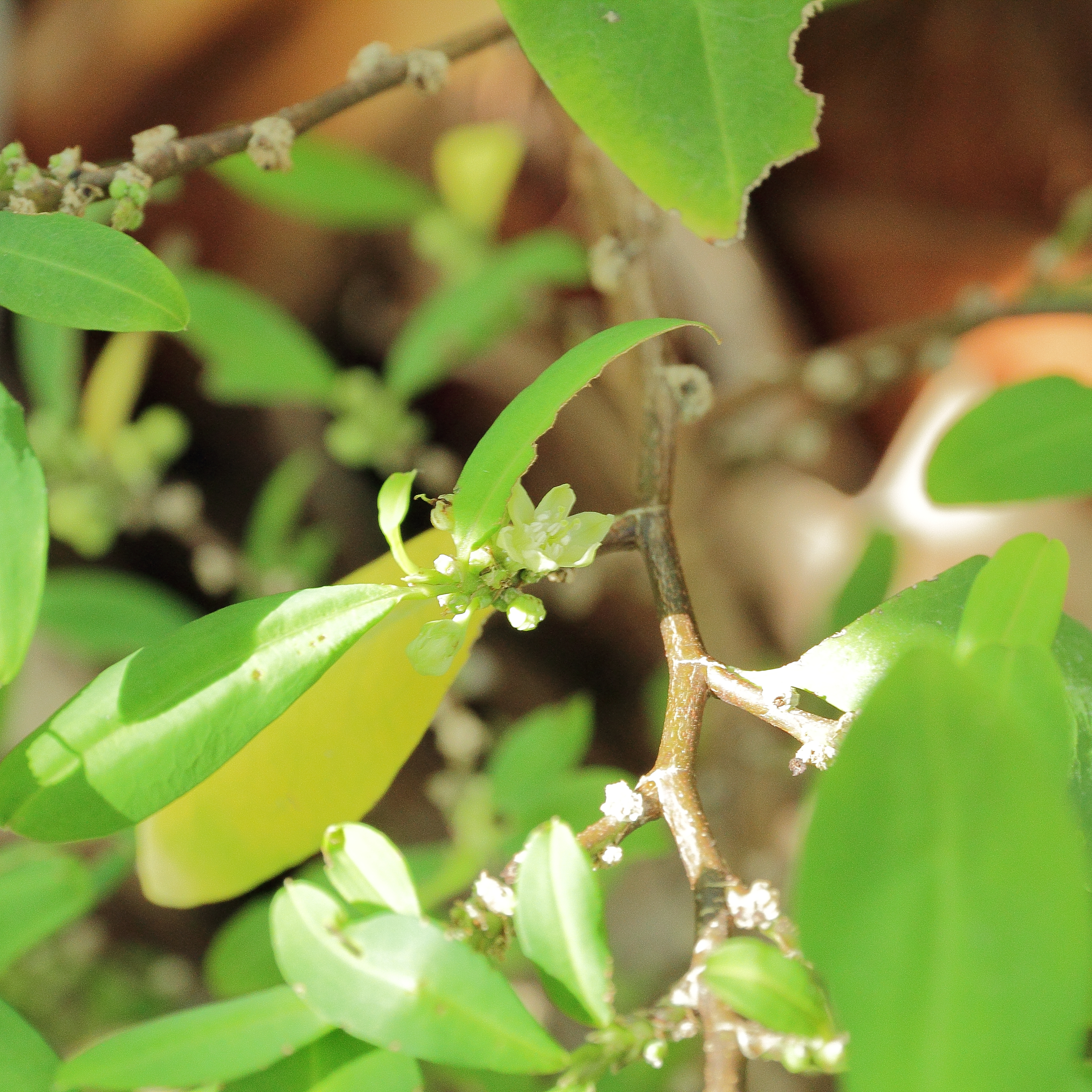